# Cantón de Soulaines-Dhuys
El cantón de Soulaines-Dhuys era una división administrativa francesa, que estaba situada en el departamento de Aube y la región de Champaña-Ardenas.

## Composición
El cantón estaba formado por veintiún comunas:
- Chaumesnil
- Colombé-la-Fosse
- Crespy-le-Neuf
- Éclance
- Épothémont
- Fresnay
- Fuligny
- Juzanvigny
- La Chaise
- La Rothière
- La Ville-aux-Bois
- Lévigny
- Maisons-lès-Soulaines
- Morvilliers
- Petit-Mesnil
- Saulcy
- Soulaines-Dhuys
- Thil
- Thors
- Vernonvilliers
- Ville-sur-Terre

## Supresión del cantón de Soulaines-Dhuys
En aplicación del Decreto nº 2014-216 de 21 de febrero de 2014, el cantón de Soulaines-Dhuys fue suprimido el 22 de marzo de 2015 y sus 21 comunas pasaron a formar parte del nuevo cantón de Bar-sur-Aube.